# Destroy Lonely
Destroy Lonely, właśc. Bobby Wardell Sandimanie III (ur. 30 lipca 2001 w Atlancie) – amerykański raper, piosenkarz i autor tekstów. Najbardziej znany jest ze swojego albumu If Looks Could Kill (2023), który zadebiutował na 18. miejscu listy Billboard 200 w USA oraz na 97. miejscu w Polsce.
Destroy Lonely podpisał kontrakt z wytwórnią Opium należącą do Playboi Carti’ego za pośrednictwem Interscope Records i Ingrooves na początku 2021 roku i często współpracuję ze swoim kolegą z wytwórni, Kenem Carsonem. Magazyn Rolling Stone opisuje go jako charakteryzującego się „dynamicznymi, ale nudnymi” instrumentami i wyjątkową estetyką składającą się z ciemnego stroju i markowych ubrań.

## Wczesne życie
Bobby Wardell Sandimanie III urodził się w Atlancie w stanie Georgia 30 lipca 2001 roku jako syn rapera I-20. Ma dwie młodsze siostry i starszego brata.

## Kariera

### 2015–2019: Początki
Destroy Lonely zaczął pracować nad muzyką w wieku 14 lat, tworząc swoje pierwsze piosenki w studiu nagraniowym w swojej szkole.
Lonely zyskał później popularność dzięki swojemu utworowi „Bane” z 2019 roku.

### 2020–2022:</3, </3²orazNo Stylist
25 września 2020 roku Destroy Lonely wydał swój trzeci mixtape zatytułowany</3 (alternatywnie nazywany Broken Hearts), a miesiąc później, 31 października 2020 roku, wydał edycję deluxe zatytułowaną</3². Po wydaniu </3 w 2020 roku i zwróceniu na siebie uwagi dzięki piosence „Bane”, Destroy Lonely został zauważony przez Playboi Carti’ego. Na początku 2021 roku podpisał kontrakt z wytwórnią Carti’ego, Opium.
W kwietniu 2021 roku pojawił się w teledysku Playboi Carti’ego do piosenki „Sky”. W kwietniu 2022 roku wystąpił podczas festiwalu Lyrical Lemonade Summer Smash. W lipcu 2022 roku Destroy Lonely pojawił się na albumie studyjnym X, Kena Carsona. Również w lipcu 2022 roku pojawił się na singlu innego rapera z Atlanty, Bktheruli „Forever Pt. 2” oraz na albumie Genesis rapera z Rochester Slump6s. W sierpniu 2022 roku Destroy Lonely wydał swój debiutancki album studyjny zatytułowany No Stylist. Krążek zawiera jedynie jeden gościnny występ jego kolegi z wytwórni, Kena Carsona. W październiku 2022 roku raper ogłosił daty swojej trasy koncertowej zatytułowanej „No Stylist”. Również w październiku wydał teledysk do swojego utworu „VTMNTSCOAT”.

### 2022–obecnie:If Looks Could Kill
18 listopada 2022 roku Destroy Lonely wydał No Stylist z NS + (Ultra). Jest to luksusowa wersja jego albumu, zawierająca pięć nowych piosenek i nazwana „Ultra” na cześć jego ulubionego kota. Następnie 20 lutego 2023 roku Destroy Lonely opublikował na swoim koncie w serwisie YouTube teledyski do piosenek „NEVEREVER” i „FAKENGGAS”.
21 lutego 2023 roku Lonely w serwisie Tumblr ogłosił, że jego następny album zostanie wydany w kwietniu 2023 roku, stwierdzając: „mój album wychodzi w kwietniu…”.
3 marca 2023 roku Destroy Lonely wydał długo oczekiwany singel „If Looks Could Kill”, który był głównym singlem jego kolejnego albumu studyjnego.
5 maja 2023 roku Destroy Lonely wydał swój długo wyczekiwany album If Looks Could Kill, składający się z 25 utworów. Wraz z wydaniem krążka pojawił się też krótki film promujący projekt „Look Killa”.
1 lipca 2023 roku artysta wystąpił na Open’er Festival w Gdyni.

## Styl muzyczny
Magazyn Rolling Stone wspomina o wyjątkowym sposobie zmieniania rytmu przez Destroy Lonely i wykorzystywaniu humorystycznych tekstów w jego muzyce. Raper stwierdził że największy wpływ miały na niego zespoły takie jak Crystal Castles, Deftones i The Cure oraz raperzy, tacy jak Lil Wayne, Drake, Future, Young Thug i Playboi Carti. Jego muzykę opisał Brandon Callender z The Fader w następujący sposób: „Destroy Lonely ma eklektyczne ucho do bitów, które przechyla się w kierunku migotliwych, nastrojowych podkładów, które funkcjonują jak płótna, a jego głos ma żywe plamy farby”.

## Dyskografia

### Albumy studyjne
| Rok  | Nazwa               | Szczegóły albumu                                                        |
| ---- | ------------------- | ----------------------------------------------------------------------- |
| 2022 | No Stylist          | - Wydany: 12 sierpnia 2022 r. - Format: LP, Digital download, streaming |
| 2023 | If Looks Could Kill | - Wydany: 5 maja 2023 r. - Format: Digital download, streaming, LP i CD |

### Mixtape’y
| Tytuł      | Szczegóły                                                 |
| ---------- | --------------------------------------------------------- |
| Darkhorse  | - Wydany: 12 marca 2019 r. - Format: Digital download     |
| Underworld | - Wydany: 6 marca 2020 r. - Format: Digital download      |
| ᐸ/3        | - Wydany: 25 września 2020 r. - Formats: Digital download |
| Overseas   | - Wydany 1 grudnia 2020 r. - Format: Digital download     |

### EP
| Tytuł        | Szczegóły                                                |
| ------------ | -------------------------------------------------------- |
| Forever, ILY | - Wydany: 23 sierpnia 2019 r. - Format: Digital download |
| Lord         | - Wydany: 26 czerwca 2020 r. - Format: Digital download  |
| XO           | - Wydany: 7 stycznia 2021 r. - Format: Digital download  |